# Maison de l'ordre des avocats
Ne doit pas être confondu avec Maison des avocats.
La Maison de l'ordre des avocats (MOdA) est un bâtiment, abritant l'Ordre des avocats et la caisse des règlements pécuniaires des avocats de Paris, prenant place dans la cité judiciaire de Paris. Conçue par RPWB, l’agence de Renzo Piano, elle est située sur le parvis Robert-Badinter.

## Présentation
Inaugurée en décembre 2019, par la garde des Sceaux Nicole Belloubet et le Défenseur des droits Jacques Toubon, en présence du conseil de l’Ordre du barreau de Paris et de nombreux avocats, la Maison de l'ordre des avocats  est en service depuis le 2 mars 2020.

### Architecture
Renzo Piano Building Worshop est le cabinet d'architecture chargé du projet. Renzo Piano est aussi le maître d'œuvre du Tribunal de Paris, ouvert au public en 2018, situé à proximité . Le coût de l'opération est de 85 millions d'euros pour une surface de 7 150 m2 .
Trois principes ont présidé à la conception de l'ouvrage de Renzo Piano. La transparence, « un idéal symbolique important pour les institutions chargées de maintenir la justice », grâce à la double peau du bâtiment constituée d'un vitrage. Nombres d'activités sont ainsi visibles de l'extérieur du bâtiment. La deuxième idée est l'implantation de la Maison des avocats devant le parvis Robert-Badinter. Celui-ci est constitué d'espace minéral et de plantations, offrant un lieu de détente en complément du parc Martin-Luther-King situé à proximité. Enfin la Maison de l’Ordre des Avocats est le principal site d'accueil des avocats parisiens, en complément du 11, place Dauphine à Paris, et des locaux spécifiques dans l'enceinte du Palais de Justice .

### Fonctionnalité
Le bâtiment accueille les services de l’Ordre des avocats de Paris et de la caisse des règlements pécuniaires des avocats  (CARPA).
La Maison de l'ordre des avocats présente une surface globale de 7 150 mètres carrés comprenant un auditorium, une bibliothèque, une salle de conseil, une salle des marchés, des espaces de détente, un business center, une surface commerciale de 150 mètres carrés ainsi que des bureaux permettant d’assurer les services de l’Ordre auprès des quelque 32 000 avocats du barreau de Paris, en 2023 .
Le business center permet la location de bureaux ou de salles de réunion pour y préparer une audience, travailler avec des clients ou des confrères. De même, l'auditorium peut être loué pour des conférences .
Le site est situé à la station Porte de Clichy, desservie par les lignes de métro 13 et 14 et par la ligne de tramway  T 3 b.